# 山口市民会館
山口市民会館（やまぐちしみんかいかん）は、山口県山口市中央2丁目にある文化交流施設（多目的ホール）。

## 概要
1971年（昭和46年）に明治維新百年記念事業の一環として建設された。山口市民会館設置及び管理条例（平成17年10月1日山口市条例第67号） に基づいて設置運営される。根拠条例は山口市の新設合併時に定められたもので、元々は旧山口市の条例（山口市民会館条例、昭和46年山口市条例第18号）に基づいていた。新条例制定時に指定管理者制度が導入され、山口市の外郭団体でもある公益財団法人山口市文化振興財団により運営管理されている。

## 施設
大小の2ホールと展示ホール、エントランス等から成る。大ホールは、八角形の空間の一角にステージを有するプロセニアム形式の多目的ホールである。一層式の客席は、固定席1410席、オーケストラピットを兼ねた可動席90席からなり、山口市内では最大の収容人数である計1500席を有する。
小ホールは、菱形に配置された平土間形式の多目的ホールで、机席の場合200名、椅子席のみの場合400名を収容することができる。展示ホールは、12m×20.7mの長方形の多目的展示スペースである。
これらのほか、施設、エントランスホール、主催者控室等の施設が存在する。軽食喫茶室は、閉店中である。

## 交通
- JR山口駅から 徒歩約15分[1]
- JR新山口駅から防長交通バスで「中国電力・yab前」下車徒歩3分[1]